# 冈敬纯
冈敬纯（日语：岡 敬純，1890年2月11日—1973年12月4日）海军中将，日本甲级战犯，鼓吹发动了太平洋战争。

## 生平
1890年，出生。
1911年，毕业于海军兵学校。
1936年，任迅鲸号艇长。
1938年，任海军省军务局第一课长。
1939年，任海军少将。
1940年，任海军省军务局长。
1942年，任海军中将。
1944年，任海军次官。
1948年，判处无期徒刑。
1954年，释放。
1973年，病逝。